# Bab Sidi Abdesselam

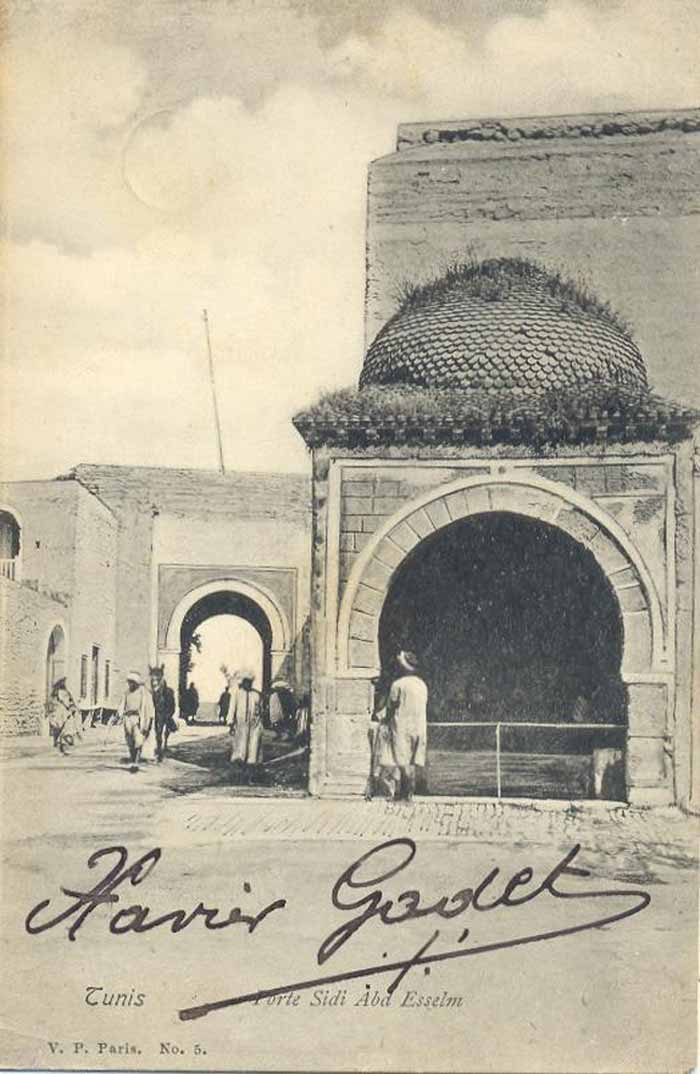
De Bab Sidi Abdesselam in 1890.

De Bab Sidi Abdesselam (Arabisch: باب سيدي عبد السلام) is een stadspoort aan de rand van de Tunesische hoofdstad Tunis. De poort bevindt zich in het (noord)westen van de stad en is vernoemd naar een heilige wiens graf in de buurt van het tegenwoordige bouwwerk lag.